# Falu IF
Le Falu IF est un club de hockey sur glace de Falun en Suède. Il évolue en Division 1, le troisième échelon suédois.

## Historique
Le club est créé en 1998.

## Palmarès
- Aucun titre.